# Olavsfrontalet
Olavsfrontalet är ett norskt medeltida antemensale, som finns i Olavskapellet i oktagonen i Nidarosdomen i Trondheim i Norge.
Olavsfrontalet visar historier runt Olof den helige från tiden runt Slaget vid Stiklestad den 29 juni 1030. Det är troligen från första hälften av 1300-talet, men dess äldre historia är inte känd. Det fanns i Köpenhamn från 1691 och överlämnades till Nidarosdomen 1930.
En kopia överlämnades av Norge till Island år 2000 för att fira 1000-årsminnet av Islands kristnande, att placeras i den nyuppförda kopian av en norsk stavkyrka på Västmannaöarna, Heimaeys stavkyrka.

## Bilderna i antemensalet
Olavsfrontalet har ett stort mittfält i full höjd samt sex mindre sidofält. I mittfältet står Olof den helige under en baldakin med krona på huvudet, framställd som en aristokrat. I vänstra handen håller han riksäpplet och i andra handen håller han sin stridsyxa. 
I två av sidofälten finns bilder av de fyra evangelistsymboler. I övrigt finns fyra framställningar av händelser:
- Olof delar ut silverpenningar före slaget vid Stiklestad
- Olofs dröm
- Olofs fall på Stiklestad den 29 juni 1030, med detaljer från Snorre Sturlassons berättelse
- Olofs helgonförklaring den 3 augusti 1030, med bilder av de under som inträffade efter kungens död och bild av själva helhonförklaringen.